# Kokvaternion
| × | 1 | i  | j  | k  |
| - | - | -- | -- | -- |
| 1 | 1 | i  | j  | k  |
| i | i | −1 | k  | −j |
| j | j | −k | +1 | −i |
| k | k | j  | i  | +1 |

Kokvaternion (tudi Gödelov kvaternion) 
je element štirirazsežne asociativne algebre, ki jo je uvedel angleški odvetnik in matematik James Cockle (1819 – 1895). Podobno kot kvaternioni tudi kokvaternioni tvorijo 4-razsežni vektorski prostor, ki vključuje operacijo množenja. Za razliko od kvaternionske algebre kokvaternioni vsebujejo delitelj niča, nilpotentne in idempotentne elemente. Tvorijo algebro nad obsegom realnih števil. Kokvaternione imenujemo tudi razcepljeni oziroma razklani kvaternioni, ker jih lahko delimo na pozitivni in negativni del v funkciji absolutne vrednosti.  
Kokvaternioni imajo obliko
{\displaystyle q=w+xi+yj+zk,\quad w,x,y,z\in R}.
Pri tem pa je baza {\displaystyle \{1,i,j,k\}}. Zmnožki teh elementov so
{\displaystyle ij=k=-ji,\quad jk=-i=-kj,\quad ki=j=-ik,}
{\displaystyle i^{2}=-1,\quad j^{2}=+1,\quad k^{2}=+1,}.
To pa pomeni, da je {\displaystyle ijk=1\,}. Množica {\displaystyle \{1,i,j,k,-1,-i,-j,-k\}\,} je grupa za množenje kokvaternionov in je izomorfna za dihedralno grupo kvadrata.  
Kokvaternion 
{\displaystyle q=w+xi+yj+zk\,}
ima konjugirano vrednost 
{\displaystyle q^{*}~=w-xi-yj-zk\,} in
multiplikativni modulus
{\displaystyle qq^{*}=w^{2}+x^{2}-y^{2}-z^{2}\,}.
Ta kvadratna forma je razdeljena na pozitivni in negativni del za razliko od pozitivno definitne forme v algebri kvaternionov. 
Ko absolutna vrednost ni enaka nič, ima kokvaternion tudi obratno vrednost, ki jo lahko pišemo kot 
{\displaystyle q^{*}/qq^{*}\,}
ali
{\displaystyle U=\{q:qq^{*}\neq 0\}}.
Množica vseh kokvaternionov tvori kolobar. Kokvaternioni z absolutno vrednostjo {\displaystyle qq^{*}=1\,} tvorijo nekompaktno topološko grupo SU(1, 1), ki je izomorfna z grupo SL(2, R).
Bazo iz kokvaternionov lahko smatramo kot bazo elementov Cliffordove algebre z oznako Cℓ1,1(R) ali algebre  Cℓ2,0(R).

## Matrična predstavitev
Naj bo
{\displaystyle q=w+xi+yj+zk,~~u=w+xi,~~v=y+zi}
kjer je 
- {\displaystyle u=w+xi\,} kompleksno število
- {\displaystyle u=y+zi\,} kompleksno število

Potem kompleksna matrika
{\displaystyle {\begin{bmatrix}u&v\\v^{*}&u^{*}\end{bmatrix}}}
kjer je
- {\displaystyle u^{*}=w-xi\,} konjugirano-kompleksno število števila {\displaystyle u\,}
- {\displaystyle v^{*}=y-zi} konjugirano-kompleksno število števila {\displaystyle v\,}

predstavlja kvaternion {\displaystyle q\,} v kolobarju  matrik tako, da upoštevamo, da se kokvaternioni množijo na isti način kot se množijo matrike.
Determinanta te matrike je enaka
{\displaystyle uu^{*}-vv^{*}=qq^{*}.\!}.
Na mestu, kjer se v obrazcu pojavi minus, se kokvaternioni razlikujejo od kvaternionov. 

## Sopomenke
Za kokvaternione se uporabljajo različna imena (sinonimi). Najbolj pogosta so
- parakvaternion
- Muséjevi hiperbolični kvaternion
- exsferični sistem
- antikvaternion
- psevdokvaternion
- razcepljeni kvaternion